# Kozohlůdky
Kozohlůdky jsou přírodní rezervace přibližně jeden kilometr severně od obce Borkovice v okrese Tábor. Rezervace se rozkládá na ploše 80,40 ha. Důvodem ochrany je ekosystém fauny a flóry nelesního společenstva, které vzniklo na místě ručně vytěženého rašeliniště.
Území přírodní rezervace je součástí evropsky významné lokality Borkovická blata o rozloze 677,1 ha v rámci soustavy chráněných území Natura 2000.

## Galerie

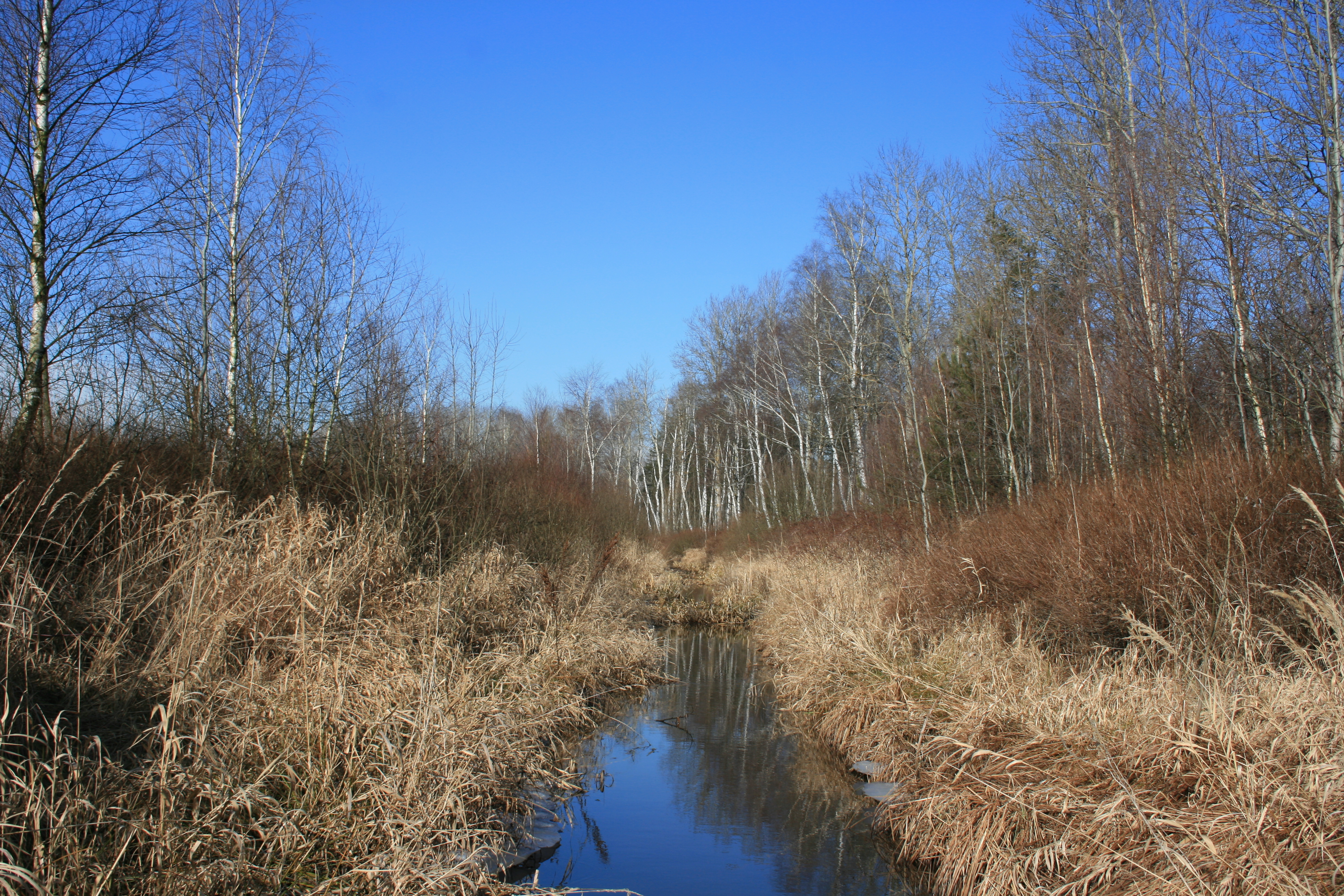
Hranice rezervace je odvodňována Blatskou stokou
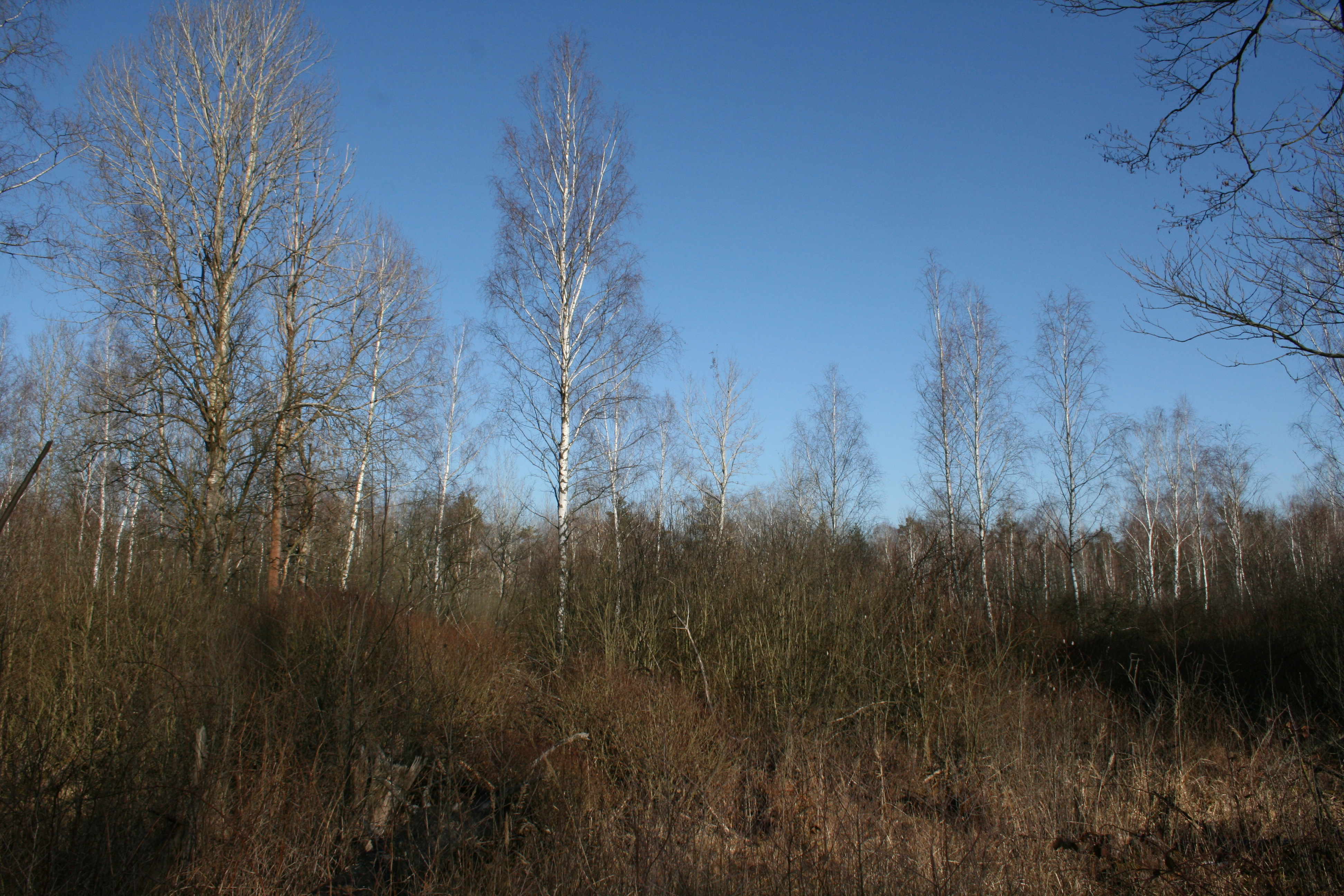
Bujná vegetace v prostoru rezervace
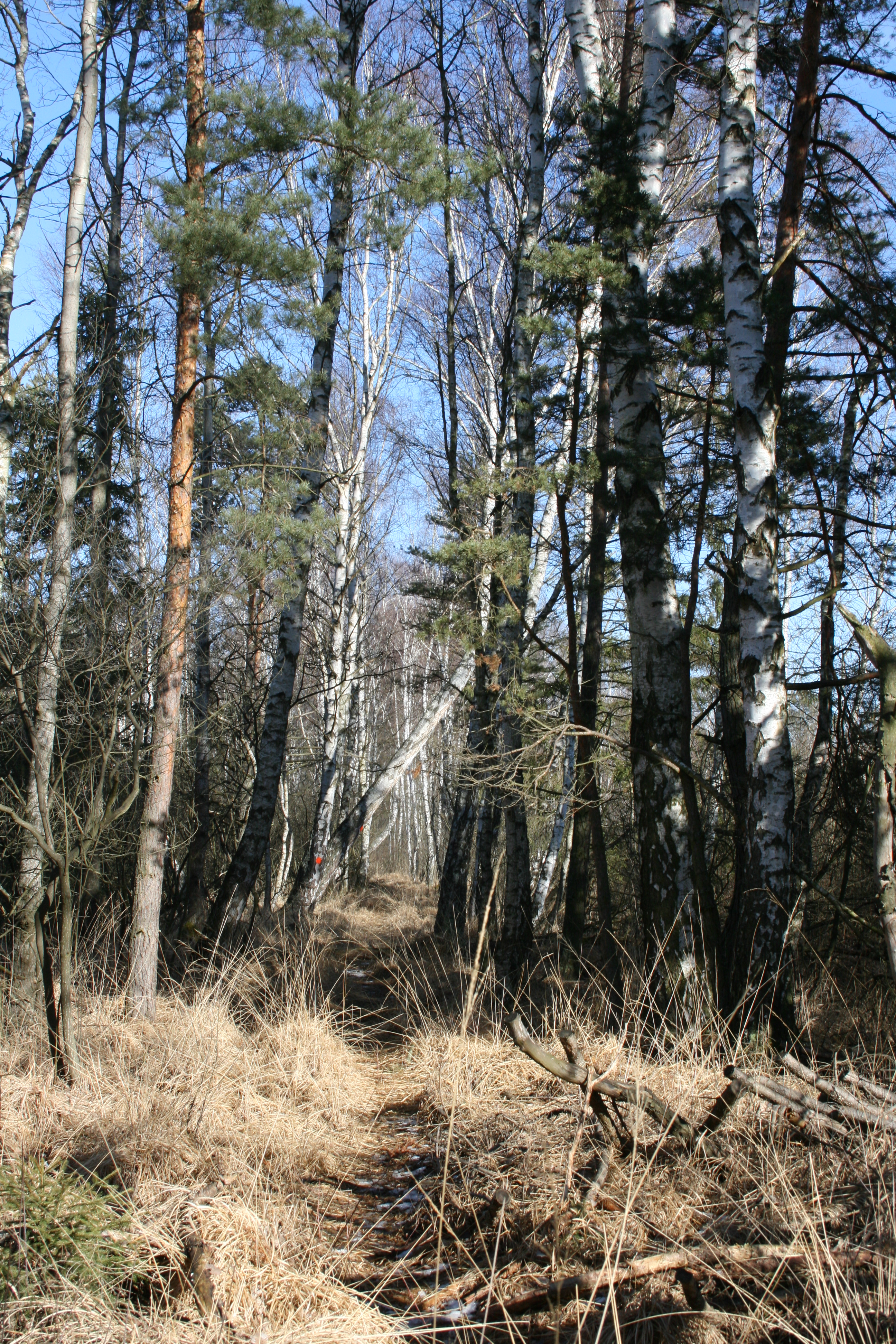
Pěšina vedoucí skrz rezervaci